# Aiguille du Belvédère
Aiguille du Belvédère – szczyt w Préalpes de Savoie, części Alp Zachodnich. Leży we wschodniej Francji w regionie Owernia-Rodan-Alpy. Należy do Aiguilles Rouges. Szczyt można zdobyć ze schroniska Refuge de la Pierre à Bérard (1925 m). Jest to najwyższy szczyt masywu Aiguilles Rouges.